# Naturschutzgebiet Ruhr-Altwasser
Das Naturschutzgebiet Ruhr-Altwasser ist ein 0,18 ha großes Naturschutzgebiet (NSG) nördlich von Burg Gerkendahl im Stadtgebiet von Iserlohn im Märkischen Kreis in Nordrhein-Westfalen. Das NSG wurde 1997 vom Kreistag des Märkischen Kreises mit dem Landschaftsplan Nr. 4 Iserlohn ausgewiesen. Das NSG geht bis an die Stadtgrenze zu Menden.

## Gebietsbeschreibung
Bei dem NSG handelt es sich um einen Altarm der Ruhr.

## Schutzzweck
Das Naturschutzgebiet wurde zur Erhaltung und Entwicklung eines  Altarm der Ruhr und als Lebensraum gefährdeter Tier- und Pflanzenarten ausgewiesen. Wie bei anderen Naturschutzgebieten in Deutschland wurde in der Schutzausweisung darauf hingewiesen, dass das Gebiet „wegen der landschaftlichen Schönheit und Einzigartigkeit“ zum Naturschutzgebiet wurde.